# Eduard Niebour
Eduard Niebour (* 22. November 1856 in Astede bei Neuenburg; † 22. Oktober 1926 in Oldenburg (Oldb)) war ein deutscher Jurist und von 1908 bis 1924 Präsident des Oberlandesgerichts Oldenburg.

## Karriere
Niebour war der Sohn des Vareler Rechtsanwalts und MdR August Niebour (1821–1891). Er wuchs in Varel auf und besuchte die dortige Bürgerschule. Ursprünglich war er für eine technische Laufbahn vorgesehen, daher sollte er zunächst am Eidgenössischen Polytechnikum Zürich studieren, das damals einen vorzüglichen Ruf als Ausbildungsstätte hatte. Zur Vorbereitung besuchte er ab 1871 die Kantonsschule Frauenfeld im Kanton Thurgau, an der zu dieser Zeit der mit der Familie entfernt verwandte Dagobert Böckel als Lehrer und Schulleiter tätig war. Als Böckel 1873 an das Gymnasium in Küstrin berufen wurde, begleitete Niebour ihn und legte dort 1878 das Abitur ab. Abweichend von seinem ursprünglichen Vorhaben studierte Niebour anschließend von 1878 bis 1881 Rechtswissenschaften an den Universitäten Tübingen, Leipzig und Berlin. 1881 legte er die erste Staatsprüfung für den oldenburgischen Justizdienst ab und wurde im Juli 1884 als Amtsauditor in Eutin, der Residenzstadt des zu Oldenburg gehörenden Fürstentums Lübeck, angestellt.
Die zweite juristische Staatsprüfung bestand Niebour 1885 und er wurde nach einer kurzen Tätigkeit als Amtsassessor in Vechta im November 1886 Amtsrichter in Delmenhorst. Im Mai 1892 wurde er an das Landgericht Oldenburg und im Januar 1900 an das Landgericht Lübeck versetzt, das auch für das Fürstentum Lübeck zuständig war. Im Mai 1907 erhielt er eine Stelle am Oberlandesgericht Oldenburg. Als Nachfolger von Eugen Bothe leitete er dieses Gericht vom 15. Juli 1908 bis zu seiner Pensionierung am 1. April 1924 als Präsident.

## Familie
Niebour war mit Emma Julie Hermine geb. Thyarks (* 1863) verheiratet. Das Paar hatte zwei Kinder, die Tochter Helene Adele Hermine Niebour (* 1895), sowie der spätere Senator der Hansestadt Lübeck August Heinrich Niebour (1889–1929).

## Veröffentlichung
Gemeinsam mit dem ehemaligen Minister Hermann Scheer veröffentlichte Niebour 1927 als Aktualisierung einer veralteten Gesetzessammlung eine 3-bändige Sammlung der im Oldenburger Land geltenden Gesetze für den Zeitraum von 1813 bis 1926.

## Auszeichnungen
- Oldenburgischer Haus- und Verdienstorden des Herzogs Peter Friedrich Ludwig

1908 Ehren-Ritterkreuz II. Klasse mit der silbernen Krone
1909 Ehren-Ritterkreuz I. Klasse
1910 Offizierkreuz
1914 Ehren-Komturkreuz